# 大崎 (大奥御年寄)
大崎（おおさき、生没年不詳）は、江戸幕府第11代将軍・徳川家斉付きの大奥御年寄。

## 経歴
大崎というのは大奥での通称であり、出自などは不明。徳川家斉の乳母であるという説もあるが、「徳川諸系譜」によれば大崎は元は一橋家の奥向きで仕えており、家斉出生時の御誕生御用掛（助産婦）を務めたとある。
長じて江戸城西の丸へ異動しており、安永7年（1778年）前後の「分限帳」の記録によると、この頃は御客会釈（）を務めていたという。
天明元年（1781年）、家斉の将軍世子擁立が公表される直前に本丸大奥の御年寄に昇進した。 
天明7年（1787年）、10代将軍・徳川家治死後、田沼意次から松平定信に老中が移り変わったことに大きく影響されていると云われている。定信とは親しく、「表は松平定信・奥は大崎」と莫大な権力を誇る。しかし、定信の老中就任後、彼と初めて会った際に「（老中と御年寄は）御同役であるから、奥向きのことは御相談申して…」と発言したことから「同役とは何だ。大奥に老中があるのか」と定信を激怒させた。以後両者は対立し、定信が大奥に改革のメスを入れようとすると、早々に大奥から退いた。その後どうなったかはわかっていない。
上記のような経緯から、家斉時代の大奥を代表する御年寄として取り上げられることが多いが、天明7年（1787年）の「分限帳」の記録では、大崎は序列7位の御年寄であり、その後も高岳 、滝川、野村には及ばず一度も筆頭にはなっていない。

## 関連作品
- フジテレビ『大奥 第一部〜最凶の女〜 第二部〜悲劇の姉妹〜』（2016年、演：浅野ゆう子）
- NHK大河ドラマ『べらぼう〜蔦重栄華乃夢噺〜』（2025年、演：映美くらら）